# Furcsa pár 2.
A Furcsa pár 2. (eredeti cím: The Odd Couple II) 1998-ban bemutatott amerikai filmvígjáték, melyet Howard Deutch rendezett. A film az 1968-as Furcsa pár folytatása, a főbb szerepekben ismét Jack Lemmon és Walter Matthau látható. 

## Cselekmény
Felix és Oscar nemigazán jöttek ki mint kényszerű társbérlők. Most, harminc évvel később megint kénytelenek huzamosabb ideig elviselni egymás társaságát, ezúttal mint útitársak. Oscar azóta Floridába költözött New Yorkból, míg Felix a nagyvárosban maradt. Amikor Felix lánya és Oscar fia úgy dönt, hogy összeházasodnak, a két örömapa együtt indul az esküvőre. Útjukat azonban nemcsak egymás teljesen különböző személyisége nehezíti, hanem megannyi malőr és váratlan akadály: ezek mellett csoda lesz, ha egyszer végre tényleg megérkeznek.

## Szereplők
| Szerep                  | Színész            | Magyar hang       |
| ----------------------- | ------------------ | ----------------- |
| Felix Ungar             | Jack Lemmon        | Zenthe Ferenc     |
| Oscar Madison           | Walter Matthau     | Szilágyi Tibor    |
| Seriff                  | Richard Riehle     | Papp János        |
| Brucey Madison          | Jonathan Silverman | Széles Tamás      |
| Hannah Unger            | Lisa Waltz         | Törtei Tünde      |
| Felice                  | Mary Beth Peil     | Hámori Ildikó     |
| Thelma                  | Christine Baranski | Nyírő Bea         |
| Holly                   | Jean Smart         | Prókai Annamária  |
| JayJay                  | Rex Linn           | Galambos Péter    |
| Leroy                   | Jay O. Sanders     | Haás Vander Péter |
| Beaumont                | Barnard Hughes     | Dobránszky Zoltán |
| Frances Unger Melnick   | Ellen Geer         | Andai Györgyi     |
| Blanche Madison Povitch | Doris Belack       | Szabó Éva         |
| Abe                     | Lou Cutell         | Versényi László   |